# Parasphaerosyllis indica
Parasphaerosyllis indica is een borstelworm uit de familie Syllidae. Het lichaam van de worm bestaat uit een kop, een cilindrisch, gesegmenteerd lichaam en een staartstukje. De kop bestaat uit een prostomium (gedeelte voor de mondopening) en een peristomium (gedeelte rond de mond) en draagt gepaarde aanhangsels (palpen, antennen en cirri).
Parasphaerosyllis indica werd in 1937 voor het eerst wetenschappelijk beschreven door Monro.